# کانال ویکتوریا
ویکتوریا کانال تینیوس که با نام ویکتوریا کانال نیز شناخته می‌شود (زاده ۱۱ اوت ۱۹۹۸) یک خواننده و ترانه‌سرای اسپانیایی-آمریکایی است.
کانال در مونیخ، آلمان در خانواده گوئن تینیوس، معمار و هنرمند، و فرانسیسکو کانال، تاجر به دنیا آمد. او در سبک زندگی کودک با فرهنگ سوم جهانی بزرگ شد و در شانگهای، توکیو، بارسلونا، مادرید، دبی و آمستردام زندگی کرده‌است. کانال اصالتاً کوبایی و آمریکایی است، اما خود را اسپانیایی-آمریکایی می‌نامد، زیرا می‌گوید اسپانیا جایی است که بیشتر عمرش در آن بزرگ شده‌است. او بدون ساعد راستش به دلیل سندرم باند آمنیوتیک به دنیا آمد.

## آهنگ‌شناسی
| سال  | عنوان                                                                    | برچسب                                 |
| ---- | ------------------------------------------------------------------------ | ------------------------------------- |
| ۲۰۱۵ | غیر واضح                                                                 | انتشار شخصی                           |
| ۲۰۱۶ | Into The Pull                                                            | انتشار شخصی                           |
| ۲۰۱۸ | کفش شهری                                                                 | انتشار شخصی                           |
| ۲۰۱۸ | آبنوس                                                                    | انتشار شخصی                           |
| ۲۰۱۸ | او نمی‌داند                                                               | انتشار شخصی                           |
| ۲۰۱۹ | گل (شاهکار مایکل فرانتی. کانال ویکتوریا)                                 | موم بو بو                             |
| ۲۰۱۹ | درام                                                                     | انتشار شخصی                           |
| ۲۰۲۰ | دومین                                                                    | انتشار شخصی                           |
| ۲۰۲۰ | دوم (ریمیکس اسکله فریس)                                                  | انتشار شخصی                           |
| ۲۰۲۰ | درام (ریمیکس Dreux)                                                      | انتشار شخصی                           |
| ۲۰۲۰ | ویل کال (شاهکار براسترکس. الیوت اسکینر و کانال ویکتوریا)                 | گروه موسیقی یونیورسال / کپیتال رکوردز |
| ۲۰۲۰ | ویکتوریا                                                                 | انتشار شخصی                           |
|      | نور کم (کانال ویکتوریا، جاش جاکوبسون، لورلای، کالین کوک، ترنس اف. کلارک) | InGrooves Distribution                |
| ۲۰۲۱ | ویکتوریا (بدون درام)                                                     | انتشار شخصی                           |
| ۲۰۲۲ | مالک من                                                                  | پارلوفون                              |
| ۲۰۲۲ | فصل حیف                                                                  | پارلوفون                              |
| ۲۰۲۲ | بهترین فوروارد (Little America - Apple TV+ موسیقی متن سریال اصلی)        | پارلوفون                              |
| ۲۰۲۲ | آواز قو                                                                  | پارلوفون                              |
| ۲۰۲۲ | مرثیه                                                                    | پارلوفون                              |
| ۲۰۲۳ | جلسات پیانو بی‌بی‌سی                                                       | پارلوفون                              |
| ۲۰۲۳ | شکل/او وارد می‌شود                                                        | پارلوفون                              |
| ۲۰۲۳ | شرکت                                                                     | پارلوفون                              |